# جون ر. ماير
جون ر. ماير (بالإنجليزية: John R. Meyer)‏ هو فيزيائي وسياسي أمريكي، ولد في 17 يوليو 1930، وتوفي في 30 ديسمبر 2010. حزبياً، نشط في الحزب الجمهوري. وقد انتخب عضو جمعية ولاية ويسكونسن.